# Olegário Benquerença
Olegário Manuel Bártolo Faustino Benquerença (født 18. oktober 1969) er en portugisisk fodbolddommer. Han har dømt internationalt under det internationale fodboldforbund FIFA siden 2001, hvor han er placeret i den europæiske dommergruppe.
Siden 2005 har han dømt kampe i Champions League.
Ved siden af den aktive dommerkarriere arbejder Benquerença som forsikringsagent.

## Karriere

### VM 2010
Benquerença deltog ved VM 2010 i Sydafrika, hvor det blev til 3 kampe.
- Japan –  Cameroun (gruppespil)
- Nigeria –  Sydkorea (gruppespil)
- Uruguay –  Ghana (kvartfinale)

## Kampe med danske hold
- Den 21. november 2007 dømte Benquerença Danmarks EM-kvalifikationskamp mod Island. En kamp som Danmark vandt 3-0.
- Den 30. september 2008 dømte han kampen mellem AaB og Manchester United i Champions Leagues gruppespil. Manchester United vandt kampen 3-0.